# Liste de statues équestres de Serbie
Cet article recense les statues équestres en Serbie.

## Liste
| Œuvre                                | Auteur                             | Commune   | Localisation                     | Notes                                                                                  | Installation | Coordonnées                       | Illustration                            |
| ------------------------------------ | ---------------------------------- | --------- | -------------------------------- | -------------------------------------------------------------------------------------- | ------------ | --------------------------------- | --------------------------------------- |
| Don Quichotte                        | Jovan Soldatović                   | Belgrade  | Tašmajdan                        | Don Quichotte                                                                          |              | à géolocaliser                    | Don Quichotte                           |
| Monument du prince Michel            | Enrico Pazzi, Konstantin Jovanović | Belgrade  | Place de la République           | Michel III Obrenović                                                                   | 1882         | 44° 48′ 59″ nord, 20° 27′ 36″ est | Statue équestre de Michel III Obrenović |
| Statue équestre de Veljko Petrović   | Jovan Ilkić                        | Negotin   | Trg Stevana Mokranjca            | Veljko Petrović                                                                        | 1892         | 44° 13′ 35″ nord, 22° 31′ 50″ est | Statue équestre de Veljko Petrović      |
| Statue équestre d'Alexandre Ier (sr) | Radeta Stanković                   | Niš       | Trg Kralj Aleksandar Ujedinitelj | Alexandre Ier. Statue érigée en 1939 et détruite en 1946 ; copie mise en place en 2004 | 1939         | 43° 19′ 05″ nord, 21° 53′ 28″ est | Statue équestre d'Alexandre Ier         |
| Monument aux Libérateurs             | Antun Augustinčić                  | Niš       | Trg Kralja Milana (sr)           |                                                                                        | 1937         | 43° 19′ 16″ nord, 21° 53′ 45″ est | Monument aux Libérateurs                |
| Statue équestre de Pierre Ier        | Rudolf Valdec                      | Zrenjanin | Trg Slobode                      | Pierre Ier. Statue érigée en 1926 et détruite en 1941 ; copie mise en place en 2004    | 1926         | 45° 22′ 49″ nord, 20° 23′ 26″ est | Statue équestre de Pierre Ier           |